# Juan de la Cierva

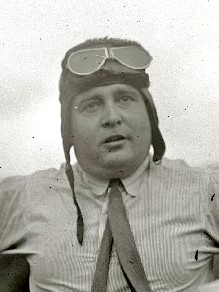
Juan de la Cierva (1930).

Juan de la Cierva y Codorníu (* 21. September 1895 in Murcia; † 9. Dezember 1936 in der Nähe von London) war ein spanischer Ingenieur und Luftfahrtpionier. Seine Forschungen haben maßgeblich zur Entwicklung des Hubschraubers beigetragen, der den von ihm entwickelten Autogiro ab dem Zweiten Weltkrieg ersetzte. Inzwischen werden Tragschrauber wie der Autogiro wieder vermehrt vor allem von Privatpiloten eingesetzt.

## Leben und Werk
Juan de la Cierva wurde als Sohn des Rechtsanwaltes, Bürgermeisters von Murcia und Kriegsministers der zweiten spanischen Republik Don Juan de La Cierva y Peñafiel, geboren. Am 10. Dezember 1919 heiratete er María Luisa Gómez Acebo und wurde Vater von sechs Kindern. Bereits im Alter von 16 Jahren berechnete und konstruierte er Flugzeuge.

### Flugzeugbau
1910 begann Cierva mit seinen Freunden José Barcala und Pablo Díaz den Bau von Flugzeugen. Die drei gründeten gemeinsam die Firma B.C.D (für Barcala, Cierva und Díaz) in Madrid. Bereits in den Jahren 1911 bis 1913 baute B.C.D. Doppeldecker (BCD1 und BCD3) sowie einen Mitteldecker (BCD2) mit Umlaufmotoren der Firma Gnome aus Frankreich. In der Zeit bis 1917 absolvierte Cierva ein Bauingenieurstudium im Straßen-, Kanal- und Hafenbau in Madrid.
Die gemeinsame Firma B.C.D präsentierte 1918 mit der BCD El Cangrejo ein dreimotoriges Flugzeug. Dieses war mit drei rot lackierten Motoren der Firma La Hispano-Suiza bestückt, von denen jedes Triebwerk eine Leistung von 320 PS erbrachte. Das Flugzeug erreichte bei einem Abfluggewicht von rund fünf Tonnen eine Flughöhe von 6000 Metern und eine Reisegeschwindigkeit von 160 km/h. Es wurde am 8. Juni 1919 durch einen Pilotenfehler zerstört. Anschließend erwarb Juan de la Cierva eine eigene Fluglizenz.

### Autogiro
1920 reiften erste Ideen zum Bau des Autogiro, eines Tragschraubers. Am 20. Juni 1920 erfolgte der Eintrag in das Patentregister sowie der Eintrag der Marke Autogiro. Es gibt jedoch auch Hinweise darauf, dass er das Grundprinzip des Tragschraubers von dem Mallorquiner Pere Sastre Obrador übernahm. Ciervas Patentschrift befasste sich mit der allgemeinen Auslegung eines Tragschraubers, beschrieb aber auch bereits eine Möglichkeit die Startstrecke zu verkürzen, indem der Rotor vorher in Drehung versetzt wird. Zum Ausgleich des unterschiedlichen  Auftriebs von vorlaufenden und rücklaufenden Rotorblättern führt sein Patent den Koaxialrotor auf, der sich jedoch schon bei seiner ersten tatsächlich ausgeführten Maschine C.1 als untauglich für diesen Zweck erwies. Auch die weiteren Versuchsgeräte C.2 und C.3 konnten keinen stabilen Flugzustand erreichen.

#### Cierva C.4
Erst mit der Entwicklung des Schlaggelenks im Jahr 1922, das Cierva bei der C.4 einsetzte und sich 1923 patentieren ließ wurde ein stabiler Flug mit einem Tragschrauber möglich. Dieser erfolgte am 17. Januar 1923 bei einem Testflug der C.4 mit dem spanischen Oberleutnant Gómez Spencer. Den ersten richtigen Flug machte Spencer 14 Tage später am Flughafen Cuatro Vientos, er vollendete einen Kreis von vier Kilometern in 3 Minuten und 30 Sekunden.
Die erstmals im Autogiro C.4 eingesetzten Schlaggelenke werden bis heute prinzipiell unverändert eingesetzt. Einige modernere Entwürfe ersetzen das Gelenk durch eine elastische Lagerung der Blattwurzel in Kombination mit elastischeren Rotorblättern aus Verbundwerkstoffen.

#### Weitere Entwicklung
Im Juli 1923 hob die Variante C.5 mit einem Dreiblatt-Rotor ab und am Ende des Jahres arbeitete Cierva bereits an der C.6-Serie. Nach dem Erstflug im Juli erfolgte am 12. Dezember 1924 der erste Streckenflug der C.6 unter Führung von Leutnant Loriga. Er startete in Madrid und flog zum Flughafen Getafe, eine Entfernung von 12 Kilometern. Der Tragschrauber hatte einen 110 PS-Motor und ein Gesamtgewicht von 780 Kilogramm. Mit einer Steigleistung von 10 m/s, einer Gipfelhöhe von 6000 Metern, einer Reisegeschwindigkeit von 230 km/h sowie einer Reichweite von 530 Kilometern erregte das Modell großes Interesse bei den internationalen Militärs.
Juan de la Cierva konnte dann am 18. September 1928 mit dem Autogiro Cierva C.8L Mk.II in einer Höhe von 1200 Metern und mit einer Flugdauer von insgesamt 18 Minuten den Ärmelkanal zwischen Lympne und Calais (rund 40 Kilometer) überfliegen. Bei den hierbei durchgeführten Landungen bewies de la Cierva, dass man mit seinem Tragschrauber beim Landeanflug jeden Anflugwinkel zwischen 15 und 80 Grad zur Waagerechten einnehmen kann und sich somit die Landestrecke erheblich reduzieren ließen. Der Abstand zwischen Aufsetzpunkt und Ausrollstrecke betrug dabei nie mehr als 3 Meter, obwohl der Autogiro jeweils seinen steilen Sinkflug wie ein normales Flugzeug fortsetzte und erst kurz vor dem Aufsetzpunkt aus einer Höhe von 1 bis 2 Metern abgefangen wurde.
Der Tragschrauber demonstrierte hierbei überzeugend, dass er niemals in die Phase eines Strömungsabrisses kam, wie er bei Flächen-Flugzeugen üblich ist. Jedoch benötigte er beim Start weiterhin eine längere Startstrecke als bei der Landung, weil die Rotoren nicht schnell genug in die nötige Rotation zu bringen waren. Ein weiteres Problem war der Start auf einer unebenen Startbahn, weil hierbei die Rotorblätter häufig das Leitwerk berührten und dieses beschädigten. 1929 entwickelte de la Cierva ein Leitwerk, das vor den Rotorblättern geschützt war. Im selben Jahr noch wurde von seinem amerikanischen Partner eine Vorrichtung entwickelt, die beim Start den Rotor schneller antrieb und somit die Startbahn auf 10 bis 20 Meter verringerte. Wesentlicher Bestandteil dabei war, dass beim Erreichen der Auftriebsgeschwindigkeit der Rotorantrieb abgestellt wurde und der Tragschrauber wie zuvor weiterfliegen konnte.

### Auslandsprojekte
Cierva wanderte 1925 nach England aus und gründete dort die Cierva Autogiro Company of Great Britain Ltd. mit Sitz in Southampton. Etliche seiner Projekte führte Cierva gemeinsam mit dem britischen Flugzeughersteller Avro durch. Im Oktober erhielt das Modell C.6-C als Zweisitzer eine Zivilzulassung mit dem Kennzeichen G-EBTW. 1926 wurden die ersten C.6 an die Royal Air Force in England ausgeliefert.
1928 legte Cierva mit der Gründung der Autogiro Co. of América in den USA, finanziell unterstützt vom flugbegeisterten Multimillionär Harold Frederick Pitcairn, der auch als Namensgeber der Produktion unter der Abkürzung PCA stand, den Grundstein für die Serienproduktion der Baureihe PCA-2 in den USA. Die 300 PS starken Maschinen absolvierten Flüge nach Mexiko und Kuba.

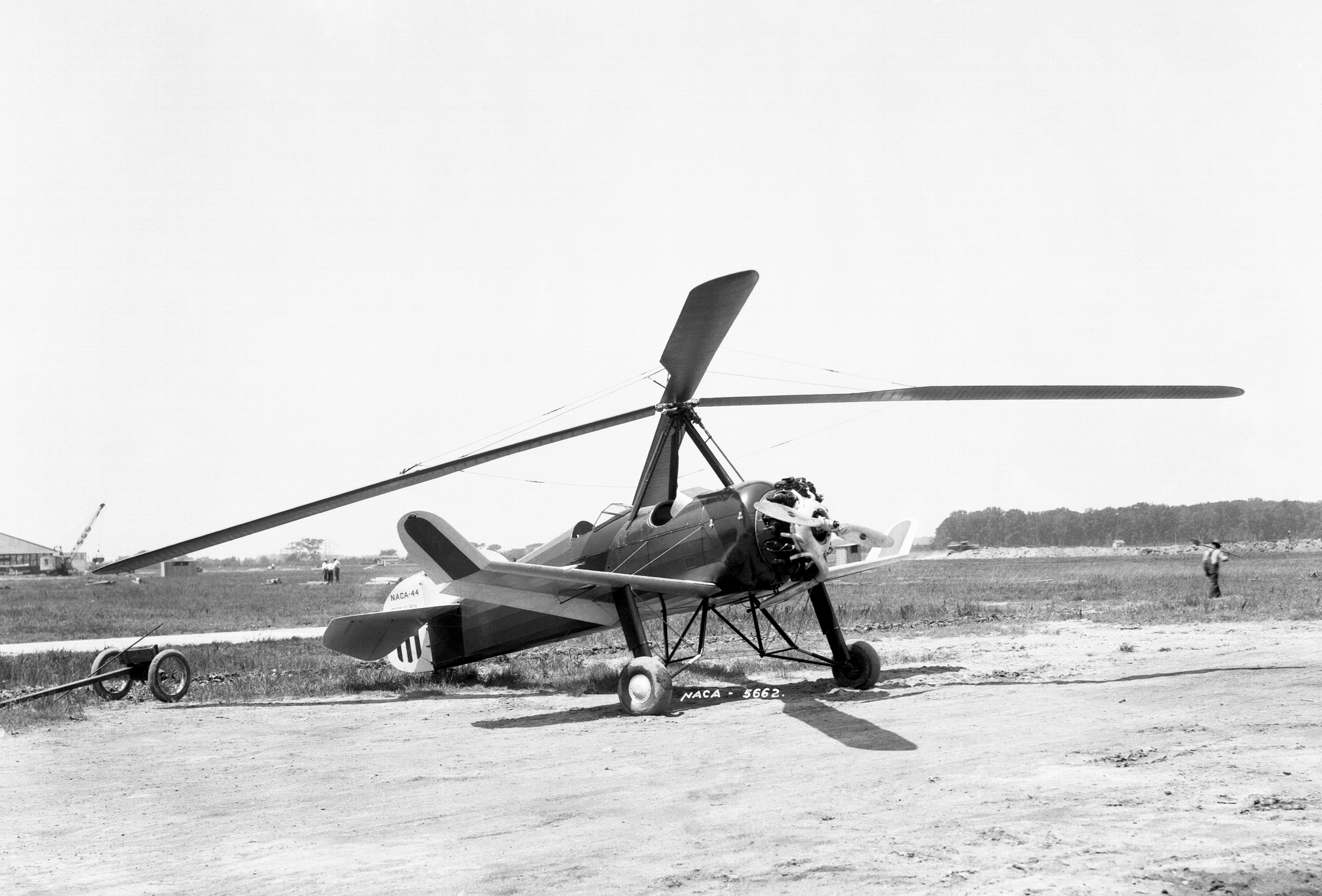
Autogiro Pitcairn PCA-2.

Am 29. Juli 1926 startete die C.6D zum ersten Flug, um bereits einen Tag später den ersten Flug mit zwei Personen durchzuführen; Juan de la Cierva selbst war der Passagier. Auch andere Nationen zeigten zu dieser Zeit Interesse an diesem Gerät: im selben Jahr am 5. September 1926 flog Ernst Udet die Cierva C.6D in Berlin auf dem Flugplatz Tempelhof. C.6D gebaut in England gilt als erster zweisitziger Autogiro der Welt. Wegen der höheren Nutzlast wurde ein stärkeres Triebwerk als bei den Vorgängertypen, ein sogenannter Clerget-Motor mit 97 kW (132 PS) eingebaut. Die Steuerung war nur vom hinteren Sitz aus möglich.
1932 wurde die Cierva Autogiro GmbH in Berlin gegründet. In den folgenden Jahren bis 1938 baute die Firma Focke-Wulf unter der Lizenz der Cierva Autogiro GmbH insgesamt 43 Tragschrauber des Typs C30. Bekannt wurde diese Maschine unter dem Namen Heuschrecke. 1933 begann die Auslieferung des Typs C.30 an Endkunden in Frankreich, Schweden, Holland, Österreich, Australien, Schweiz, Japan und Deutschland. Nur ein Jahr später gründete Cierva mit der Lioré & Olivier eine Produktionsfirma in Frankreich. Ende 1936 veröffentlichte Juan de la Cierva die Publikation „Theory of Stresses on Autogiro Rotor Blades“.
Er starb kurz danach, am 9. Dezember 1936, im Alter von 41 Jahren, beim Absturz eines KLM-Linienflugzeugs vom Typ Douglas DC-2, kurz nach dem Start von Croydon Airport bei London.

## Auszeichnungen und Ehrungen

### International
- Goldene Luftmedaille der Fédération Aéronautique Internationale.[8]
- Grand Prix Scientifique de l'Air, 1925, de la Société Française de la Navigation Aérienne.
- Miembro de la Société Française de Locomotion Aérienne.
- Ehrenmitglied der A.I.D.A., Italien.[4]
- „Fellow“ der Royal Aeronautical Society.[9]
- Socio de honor del Aero Club Brasileño.
- John Scott Award, vom Board of Directors of City Trust, Philadelphia, USA.[10]
- Leopoldsorden, Belgien.[4]
- Ehrenlegion, Frankreich.[4]
- Medalla de Oro de la Wakefield, concedida por la Royal Aeronautical Society (1934).
- Grand Prix Académie des Sports (Fondation „Henry Deutsch de la Meurthe“, 1928).
- Ehrenmitglied der Aero Clubs von Großbritannien, Deutschland, Frankreich und Belgien.[4]
- Prix Latham, 1928, vom Aéroclub de France, für den Flug London-Paris (Erste Überquerung des Ärmelkanals mit einem Tragschrauber).

### Spanien

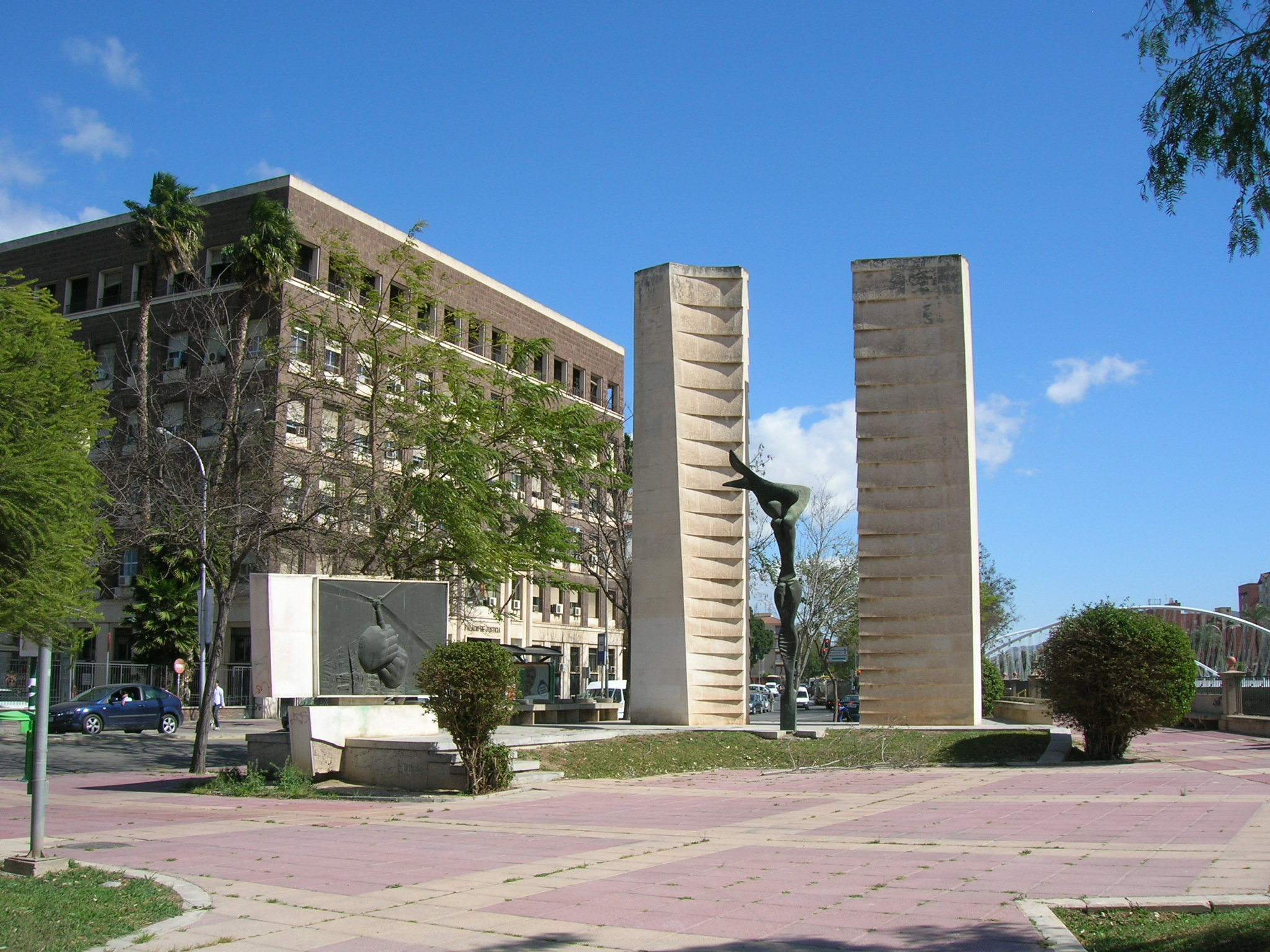
Monument Juan de la Cierva (Murcia).

- Premio de la Fundación Duque de Alba.
- Banda de la Orden de la República.
- Medalla de Oro del Trabajo, 1930.
- 1936, Premio de la Fundación Deu y Mata.
- Miembro de honor de la Asociación de Ingenieros Aeronáuticos.
- Medallas de Oro de las ciudades de Madrid y Murcia.

### Postum
- 1937, a título póstumo, Medalla de Oro de la Royal Aeronautical Society, Inglaterra.
- 1937 bis März 1939 wurde in Spanien von der republikanischen Post eine Zwei-Peseten-Briefmarke herausgegeben, die einen Autogiro von Juan de la Cierva hoch über der Hauptstadt zeigt, und ab 14. Januar 1939 von der Franco-Regierung eine Flugpostserie von sieben Marken zum (irrtümlich) 4. Todestag.
- Seit 1960 trägt die Cierva Cove, eine Bucht an der Westküste der Antarktischen Halbinsel, ihm zu Ehren seinen Namen. Mittelbar ist er zugleich Namensgeber für den Cierva Point, eine Landspitze in unmittelbarer Umgebung
- In Murcia wurde ein Monument zu Ehren von Juan de la Cierva errichtet.
- 2003 wurde in Madrid eine Metro-Station in Betrieb genommen, die seinen Namen trägt.

## Exponate
Einige Fluggeräte sind heute noch zu besichtigen. So findet sich im Museo de Aeronautica y Astronautica in Madrid ein Cierva C19 Mk IV Autogiro von 1932. Im Musée de l'Air et de l'Espace am Flughafen Le Bourget bei Paris stehen als Exponate ein Cierva C 8 Autogiro und ein Cierva CB 11 mit der Zulassung G-EBYY. Weitere Exponate finden sich im Royal Air Force Museum in Hendon.

## Fotogalerie

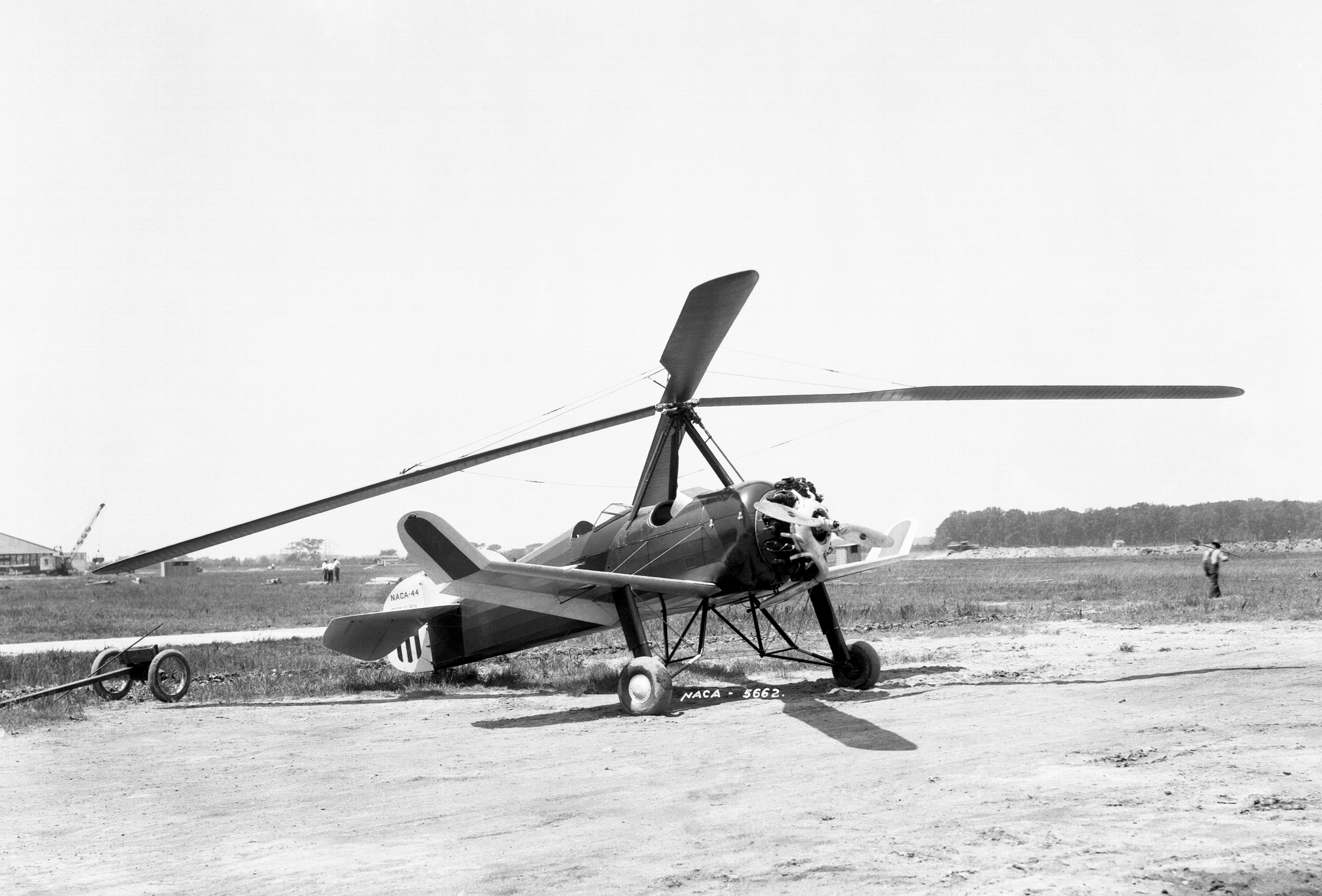
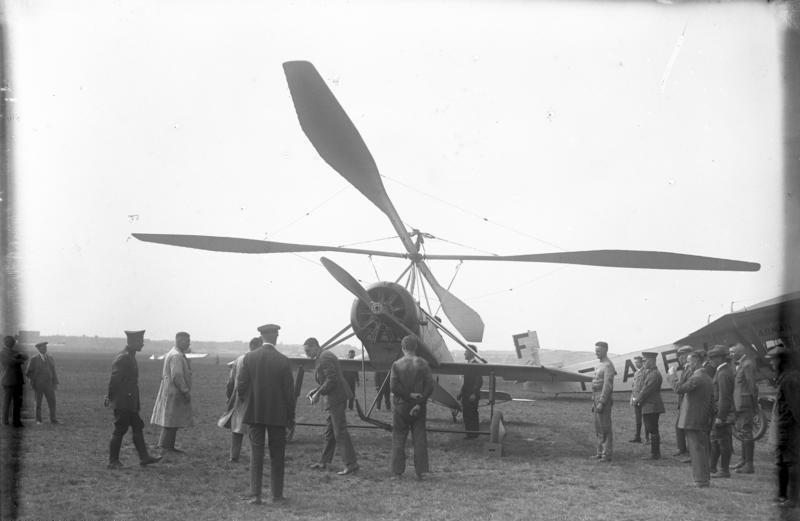
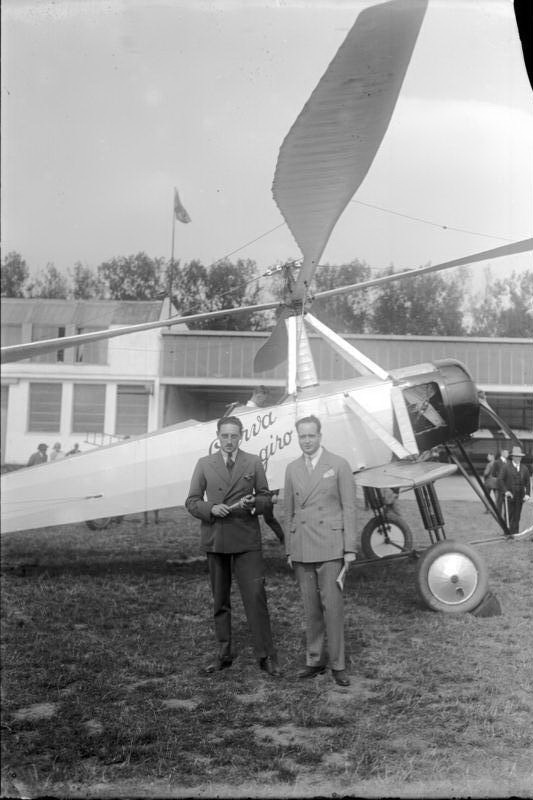
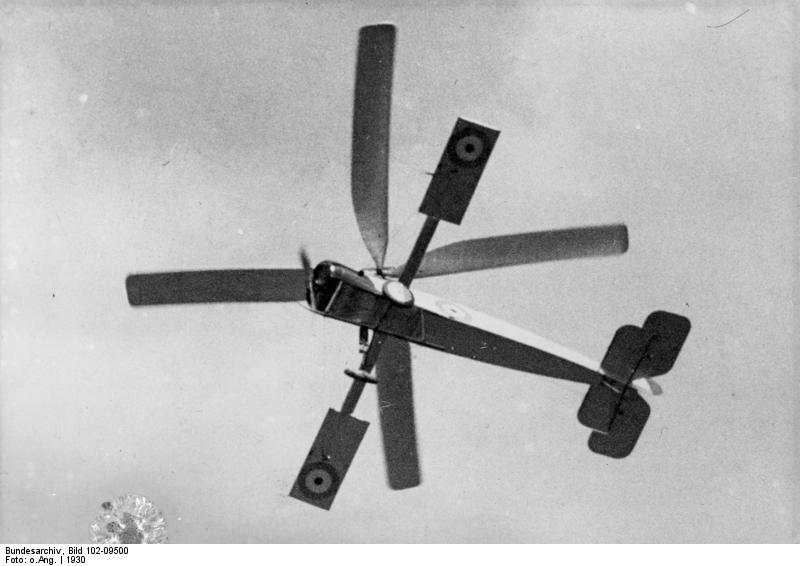
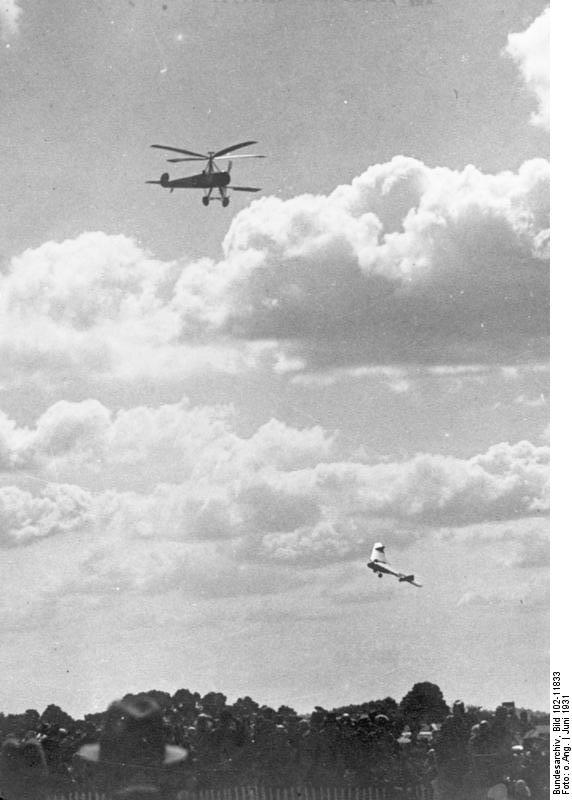
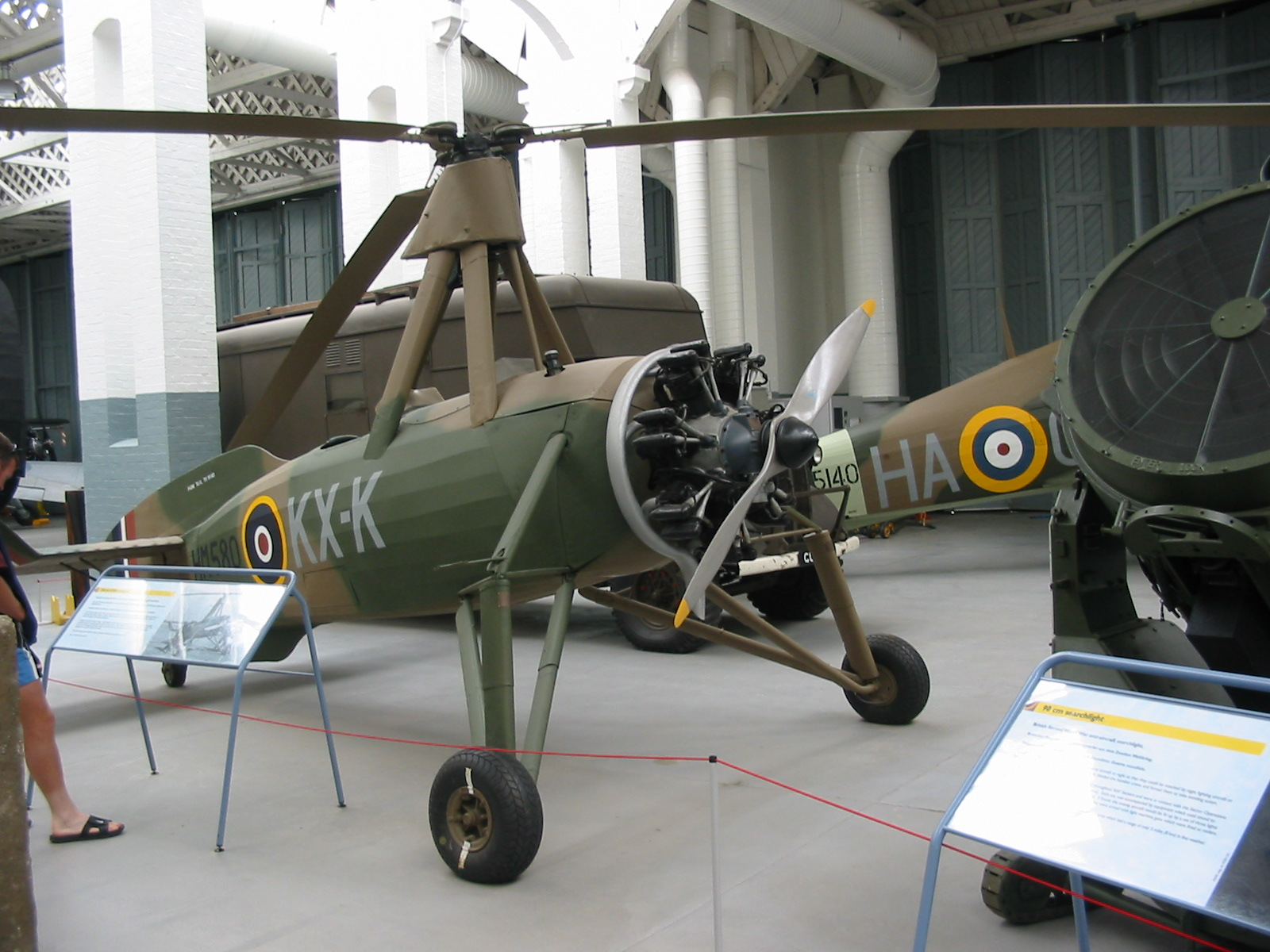

## Dokumente

Patentausschnitt Seite 1
Zeichnung aus Patentschrift mit 10 Centimos Gebührenmarke